# Faro de la isla Alañaña
El Faro de la isla Alañaña o  faro de la isla aux Prunes (en francés: Phare de l'Île aux Prunes) es un faro activo en Île aux Prunes, Provincia de Toamasina, Madagascar. Con una altura de 60 m (197 pies), es el vigésimo cuarto más alto "faro tradicional" en el mundo, así como el más alto de África. Se encuentra en Île aux Prunes (Isla de Prunes, Madagascar: Nosy Alañaña), una pequeña isla a unos 16 kilómetros (9,9 millas) al norte-noreste de Toamasina. La isla es accesible por barco, y el sitio está abierto, pero la torre está cerrada al público.